# 马克西莫夫卡河 (堪察加州)
馬克西莫夫卡河是俄羅斯的河流，位於堪察加半島，河道全長約60公里，流域面積614平方公里，河水主要來自融雪和雨水，最終注入堪察加河。